# Lista över Dalarnas runinskrifter
Lista över Dalarnas runinskrifter är en förteckning över runristningar i Dalarna förkortat D. Därpå följer ett nummer enligt Samnordisk runtextdatabas, ristningens eventuella namn, dess placering och typ av föremål.
I runinskriftssammanhang är Dalarna främst känt för dalruneinskrifterna, som företrädesvis ristades i byggnader, möbler och bruksföremål under en period som började senast på 1500-talet och pågick till 1900-talets början. Vad runstenar och andra runinskrifter från vikingatid och medeltid beträffar finns endast ett fåtal kända sådana. Dalarna låg utanför det egentliga runstensområdet. Runinskrifterna från Dalarna har ännu inte upptagits i Sveriges runinskrifter och blott ett fåtal finns inlagda i Samnordisk runtextdatabas, där dalruneinskrifterna helt saknas. Detta gör att de flesta av Dalarnas runinskrifter saknar officiella signum och andra allmänt vedertagna beteckningar. Några är listade efter skriften Fornvännen förkortat Fv, årtalet för ristningens första publicering, samt en sidohänvisning. I övrigt gäller Raä:s fornlämningsnummer.
- D Fv1979;229, blybleck
- D Fv1980;230, blybleck
- D Fv 1984;250, bronsbleck
- D Fv1993;174 †, By socken, Avesta kommun, runstensfragment, försvunnet
- D TUNUM1972;25, Norr Hesse, Stora Tuna socken, Borlänge kommun, runstensfragment
- Runstenen i Hedemora, FMIS: 30:1, förmodad runsten
- Runhällen vid Norra Barrvallkojan, FMIS: 100:1, runhäll eller runblock, dalrunor
- Runhällen vid Nybolet, FMIS: 46:1, runhäll, dalrunor